# Max Dienemann

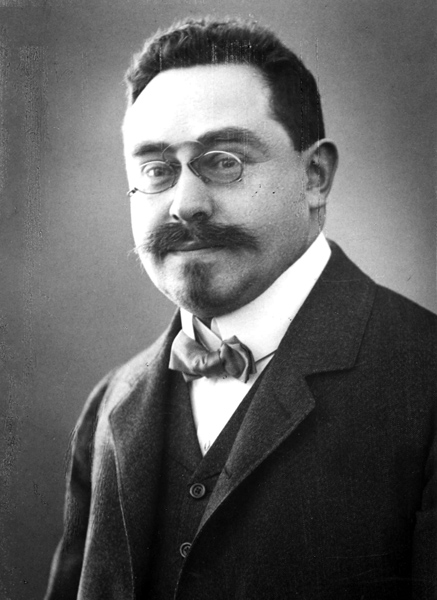
Max Dienemann, etwa 1910

Max Dienemann (geboren am 27. September 1875 in Krotoschin, Provinz Posen; gestorben am 10. April 1939 in Tel Aviv) war ein deutscher Rabbiner, Publizist und Philologe. Er war einer der führenden liberalen Rabbiner in Deutschland. Zusammen mit Leo Baeck leitete er den Allgemeinen Rabbinerverband Deutschlands, in dem liberale und orthodoxe Rabbiner organisiert waren.

## Leben
Max Dienemann besuchte eine jüdische Volksschule und das Königliche Wilhelms-Gymnasium Krotoschin. Anschließend studierte er an der Universität Breslau orientalische Philologie und promovierte im Jahr 1898. In den folgenden Jahrzehnten publizierte Dienemann in jüdischen Zeitungen, veröffentlichte Predigten und fertigte Auslegungen der Tora. Seine in ganz Deutschland gehaltenen Vorträge zeugten von seiner eher traditionell geprägten Einstellung zum Judentum. Er warnte frühzeitig vor Nationalismus und Rassismus und plädierte für den Zionismus. Von 1903 bis 1919 war er Rabbiner in Ratibor/Oberschlesien. 1919 wurde er von der Israelitischen Gemeinde in Offenbach am Main zum Rabbiner berufen und amtierte dort bis 1938. Er wohnte in der Körnerstraße 12.
Dienemann warb für die Einheit und Eigenständigkeit der Juden in Deutschland, gleichzeitig verstand er sich aber auch als „deutscher Patriot“. 1935 ordinierte Dienemann Regina Jonas zur ersten Rabbinerin in der Geschichte des Judentums.
In der nationalsozialistischen Zeit wurde Dienemann zweimal in Konzentrationslagern interniert. 1933 im KZ Osthofen und 1938 im KZ Buchenwald. Zusammen mit seiner Familie wurde er nach den Novemberpogromen 1938 in die Emigration gezwungen. Über London gelangte die Familie Dienemann im März 1939 nach Palästina, wo Max Dienemann kurz darauf verstarb.
Seine Ehefrau, Mally Dienemann, veröffentlichte 1946 in Plymouth in England als Privatdruck ein Gedenkbuch über Dienemann.

## Werke (Auswahl)
- Judentum und Christentum, 1914
- Liberales Judentum, Schocken, Berlin 1935
- Galuth, 1939
- Mitherausgeber der CV-Zeitschrift Der Morgen 1931–1933

## Würdigungen

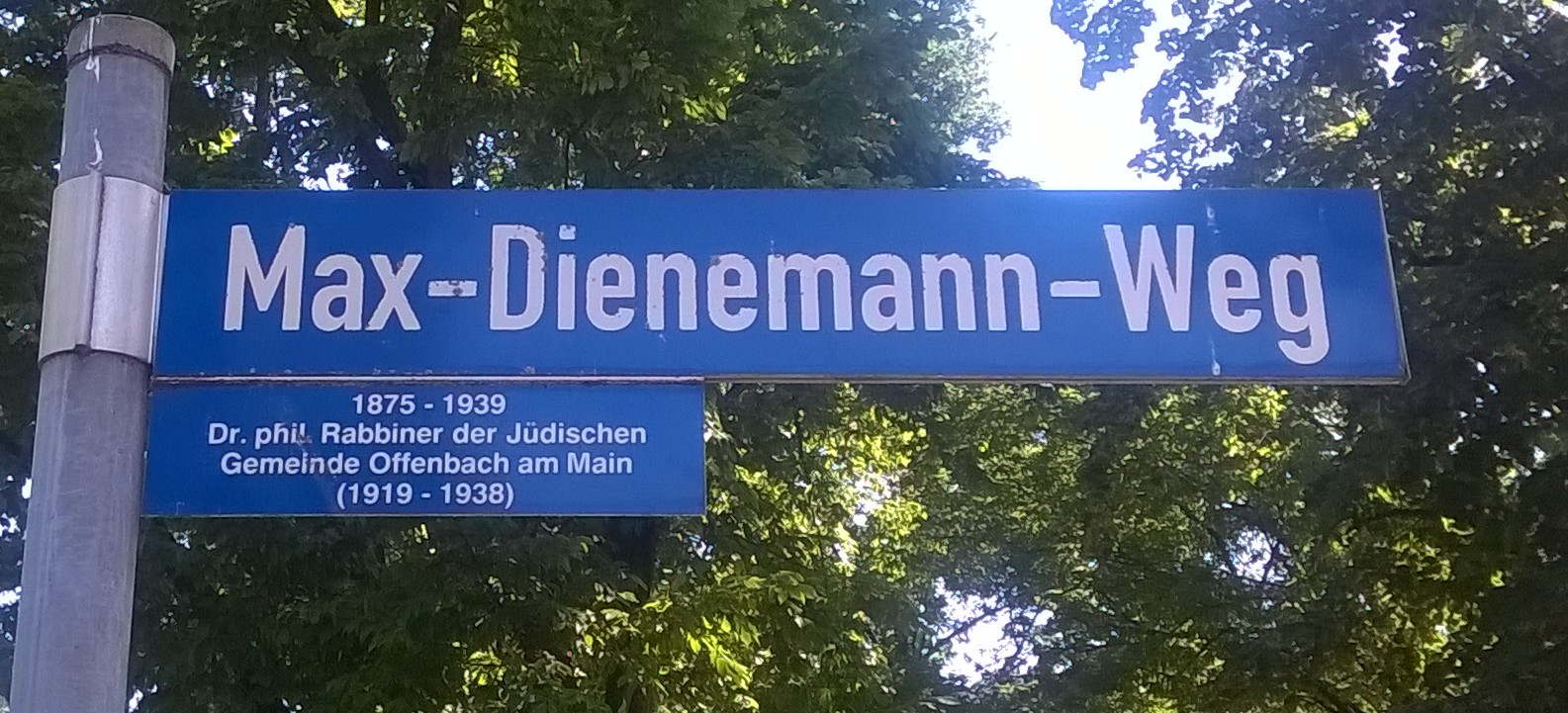
Straßenschild des Max-Dienemann-Wegs in Offenbach am Main

- In Offenbach am Main wurde ein Weg im Büsing-Park nach ihm benannt. Der Max-Dienemann-Weg verläuft parallel zur Kaiserstraße und kreuzt den Regina-Jonas-Weg.[3]
- 1995 gründete sich in Offenbach zum Gedenken an seinen Vorgänger Salomon Formstecher und ihn die Max Dienemann/Salomon Formstecher Gesellschaft e. V.